# Eggerding (Górna Austria)
Eggerding – gmina w Austrii, w kraju związkowym Górna Austria, w powiecie Schärding. Liczy 1285 mieszkańców.